# Apostenus maroccanus
Apostenus maroccanus är en spindelart som beskrevs av Robert Bosmans 1999. Apostenus maroccanus ingår i släktet Apostenus och familjen månspindlar.
Artens utbredningsområde är Marocko. Inga underarter finns listade i Catalogue of Life.